# أحمد العقيل
أحمد العقيل رئيس سابق لنادي الشباب السعودي، تم ترشيحه خلفا للرئيس السابق طلال آل الشيخ، وبعدها نائبا لرئيس النادي في بداية عهد خالد البلطان عام 1439، ثم قدم استقالته.

## مناصب
يملك أحمد العقيل خبرة كبيرة في المجال الرياضي السعودي حيث عمل في من :
- عضو في رابطة دوري المحترفين السعودي .
- عضو في مجلس إدارة اتحاد القدم .
- عمل مديرا تنفيذيا لدوري ركاء .
- نائب رئيس لجنة المسابقات في الاتحاد السعودي لكرة القدم .
- عمل أمينا عام لنادي الشباب .
- رئيس نادي الشباب السعودي .

## وصلات خارجية
- أحمد العقيل مرشح الشباب
- أحمد العقيل